# Taj Mahal Palace & Tower

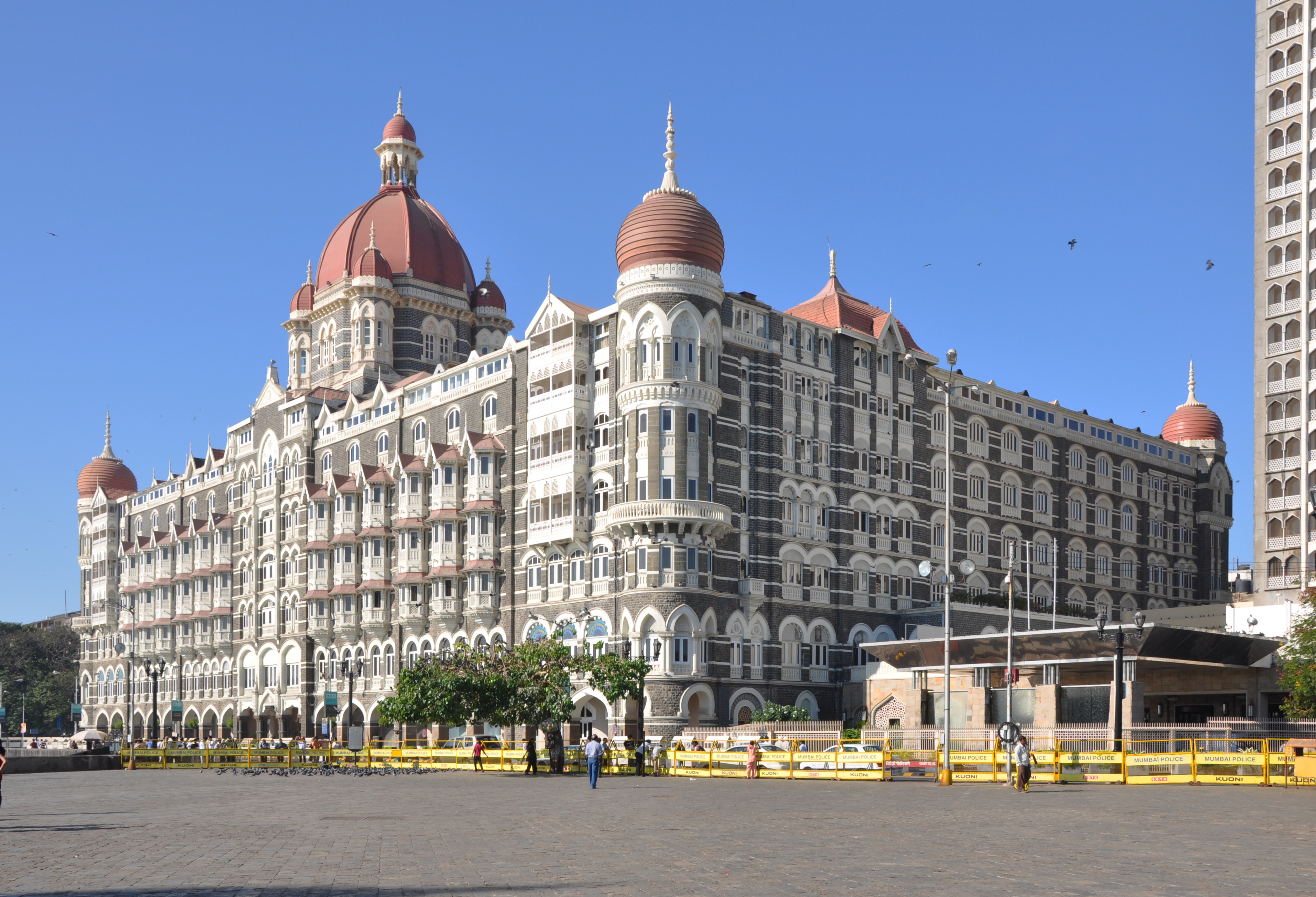
Taj Mahal Hotel

Het Taj Mahal Palace & Tower is een luxe hotel in de Colabawijk in de Indiase stad Mumbai. Het werd geopend in 1903 en was het eerste hotel van de keten Taj Hotels. Het bouwwerk is opgetrokken in Indo-islamische stijl en staat naast het beroemde monument de Gateway of India.
Het hotel had een aantal primeurs:
- Het had de eerste lift van India.
- De koepel boven het gebouw was gemaakt van staal.
- De keuken van het hotel serveerde als eerste restaurant in India Chinese, Italiaanse, Mexicaanse en Californische gerechten.
- In 1972 werd in het hotel het eerste 24-uurs koffiehuis van India geopend.

## Geschiedenis
- Het hotel werd geopend op 16 december 1903.
- Tijdens de Eerste Wereldoorlog werd het hotel als ziekenhuis ingericht.
- In 1973 werd het hotel uitgebreid met een moderne toren.
- In 1978 werden in en rond het hotel een aantal scènes voor de film Don opgenomen.
- In 1989 verbleef Michael Palin er een paar dagen toen hij de wereld overreisde voor zijn programma Rond de wereld in 80 dagen.
- Tijdens de aanslagen in Mumbai op 26 november 2008 was het hotel een van de doelwitten. Het hotel werd eind 2008 alweer geopend.
- In 2019 werd de film Hotel Mumbai uitgebracht. Deze vertelde het verhaal van het hotel tijdens de aanslagen in 2008.